# Anapsida
Az anapsida olyan magzatburkos hüllő, melynek koponyáján a halánték közelében nincs temporális nyílás (fenestra temporalis).
Bár az „anapsida hüllőket” vagy „anapsidákat” a hagyomány szerint összetartozó tagokból álló csoportnak tartják, felvetődött, hogy talán bizonyos anapsida koponyával rendelkező hüllők csak távoli rokonságban állnak egymással; a tudósok még vitákat folytatnak arról, hogy milyen kapcsolat áll fent a karbon időszakban megjelent bazális hüllők, a perm során élt különféle anapsida koponyájú hüllők és a teknősök között. Sok mai őslénykutató úgy véli, hogy a teknősök a temporális nyílásukat elvesztett diapsida hüllőkből alakultak ki, de ezt a nézetet általánosan még nem fogadták el.

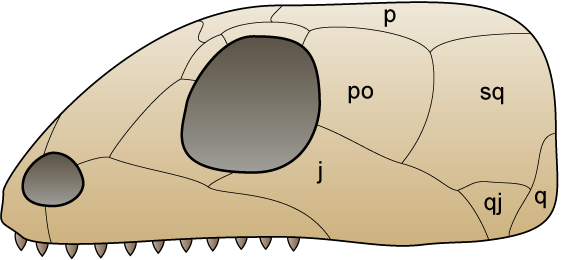
Anapsida koponya

Napjainkban az egyedüli anapsida koponyájú hüllők a teknősök. Legkorábbi fosszilis maradványaik a triász idejéről származnak, de ezek az állatok túl modernnek tűnnek ahhoz, hogy a fejlődési vonaluk első szakaszát képviseljék; például már megtalálhatók náluk a bordákon belül elhelyezkedő lábízületek. A teknősökről szóló szócikk további részletekkel szolgál az eredetükről folytatott vitákkal kapcsolatban.
A további anapsida koponyájú hüllők, köztük a millerettidák, a nyctiphruretidák és a pareiasauridák kihaltak a késő perm idején bekövetkezett perm–triász kihalási esemény során, a procolophonidák azonban megérték a triász időszakot.

## Taxonómia
- Mesosauria rend
  - Mesosauridae család
- Parareptilia
  - Millerettidae család
  - Bolosauridae család
- Procolophonomorpha
  - Lanthanosuchoidea
    - Acleistorhinidae család
    - Lanthanosuchidae család

  - Nyctiphruretia
    - Nyctiphruretidae család
    - Nycteroleteridae család
    - Rhipaeosauridae család

  - Procolophonoidea
    - Owenettidae család
    - Procolophonidae család

  - Hallucicrania
    - Sclerosauridae család
    - Pareiasauridae család

## Lásd még
- Parareptilia
- Diapsida
- Synapsida
- Euryapsida

## Fordítás
- Ez a szócikk részben vagy egészben  az   Anapsid című angol Wikipédia-szócikk ezen változatának fordításán alapul.  Az eredeti cikk szerkesztőit annak laptörténete sorolja fel. Ez a jelzés csupán a megfogalmazás eredetét és a szerzői jogokat jelzi, nem szolgál a cikkben szereplő információk forrásmegjelöléseként.

## Külső hivatkozások
- Introduction to Anapsida. (Hozzáférés: 2009. március 5.)
- Laurin, Michael; Gauthier, Jacques A.: Phylogeny and Classification of Amniotes. (Hozzáférés: 2009. március 5.)
- Anapsida – turtles and their extinct relatives. Mikko's Phylogeny Archive. (Hozzáférés: 2009. március 5.)
- Palaeos: The Vertebrates – Unit 200: Anapsida – Overview. [2008. május 13-i dátummal az eredetiből archiválva]. (Hozzáférés: 2009. március 5.)